# 蒲池乡
蒲池乡，是中华人民共和国甘肃省陇南市武都区下辖的一个乡镇级行政单位。

## 行政区划
蒲池乡下辖以下地区：
杨家边村、乱安子村、杨家沟村、湾里村、麻湾村、木竹年村、马家年村、珍咀村、张庄村、坪儿上村、汪家坝村、沟底里村、下巩家村、上巩家村、小乔沟村、杜塄村、尚家山村、黑松坪村、陈家山村、王家坪村、下坝村、高家村、咀台上村、土桥山村和石塄岗村。